# Liste der Abgeordneten zum Österreichischen Abgeordnetenhaus (II. Legislaturperiode)
Diese Liste der Abgeordneten zum österreichischen Abgeordnetenhaus (II. Legislaturperiode) führt alle Abgeordneten zum österreichischen Abgeordnetenhaus der II. Legislaturperiode auf. Die Legislaturperiode wurde mit der konstituierenden Sitzung am 20. Mai 1867 eröffnet und reichte bis zum Beginn der III. Legislaturperiode am 15. September 1870.
Die Legislaturperiode teilt sich in zwei Sessionen, wobei die insgesamt IV. Session seit 1861 vom 20. Mai 1867 bis zum 15. Mai 1869 und die V. Session vom 14. Dezember 1869 bis zum 21. Mai 1870 reichte.

## Dauernde Abwesenheiten
Auf Grund ihres Nichterscheinens bzw. der nicht erfolgten Anzeige ihrer Verhinderung wurden die gewählten böhmischen Abgeordneten Franz Brauner, Joseph Hubik, Alois Kleveta, Carl Koristka, Joseph Machacek, Anton Porak, Wenzel Pour, Franz Ladislaus Rieger, Joseph Riha, Ferdinand Schulz, Carl Sladkowsky, Franz Svestka, Pravoslav Trojan, Anton Vanek, Wenzel Zeleny und Franz Zikmund in der Sitzung am 19. Juni 1867 aufgefordert im Abgeordnetenhaus zu erscheinen bzw. ihre Verhinderung zu rechtfertigen. Erst mit dem 26. September 1868 wurden die Landtagsmandate der betroffenen Abgeordneten vom böhmischen Landtag für erloschen erklärt, wodurch auch ihre Mandate im Abgeordnetenhaus erloschen waren.

## Kollektive Mandatsverzichte
Gegen Ende der Legislaturperiode kam es zu drei kollektiven Mandatsverzichten, wobei Abgeordnete bestimmter Nationalitäten ihren Mandatsverzicht aus Protest erklärten. Am 27. Jänner 1870 legten zunächst mehrere Abgeordnete Tirols, nämlich die Mandatare Greuter, Jäger, Planer, Wiesler, Brader und Giovanelli ihr Mandat zurück, nachdem in der vorangegangenen Sitzung die Aussage, dass die Tiroler keine Österreicher seien, nicht mit einem Ordnungsruf geahndet wurde.
Mit Schreiben vom 31. März 1870 verzichteten auch die galizischen Abgeordneten Grocholski, Peter Groß, Agopsowiczm, Barewycz, Baworowski, Bodnar, Czaczkowski, Cienski, Czajkowski, Czertawski, Dittrich, Dziewonski, Fihauser, Horodyski, Jablonowski, Jakobik, Kozmian, Kocynski, Szeleszczynski, Sulikowsku, Sawczynski, Torosiewicz, Tarnowski, Tomus, Weigel, Wild, Wodzicki, Zyblikiewicz, Potocki, Krainski auf ihre Mandate, nachdem die Regierung den Wünschen nach mehr Autonomie Galiziens nicht nachgekommen war. Dieser Erklärung folgten im Laufe der nächsten Tage auch schriftliche Mandatsverzichte der Abgeordneten Golejewski, Pfeiffer, Makowicz und Landesberger. Ebenso legte an diesem Tag die Abgeordneten von Krain, Istrien, Görz und Dalmatien Petrino, Hermet, Toman, Barbo, Svetec, Pintar, Conti, Lipold, Cerne, Pajer, Colombani, Vidulich ihr Mandat zurück. Der Abgeordnete Ljubisa legte bezugnehmend auf den Mandatsverzicht seiner Kollegen sein Mandat mit Schreiben vom 7. April ebenfalls zurück.

## Funktionen

### Präsidium
Das Präsidium wurde zu Beginn der Periode nicht von den Abgeordneten des Abgeordnetenhauses gewählt, sondern deren Mitglieder vom Kaiser ernannt. Kaiser Franz Joseph I. bestimmte für das Amt des Präsidenten den Abgeordneten Carl Giskra, der 1867 für das Kronland Mähren und 1869 für Niederösterreich angelobt wurde. Für das Amt der Vizepräsidenten setzte er den mährischen Abgeordneten Franz von Hopfen und den galizischen Abgeordneten Florian Ziemiałkowski ein. Erst durch eine Gesetzesänderung wurde dem Abgeordnetenhaus die Wahl des Präsidiums ermöglicht, wobei die Wahl am 22. Dezember 1867 durchgeführt wurde. Bei der Wahl wurde Giskra von der Abgeordneten im Amt bestätigt, wobei 133 der 134 abgegebenen Stimmen auf ihn entfielen und eine auf den Abgeordneten von Hopfen. Auch die bisherigen Vizepräsidenten wurden im Amt bestätigt. Hierbei entfielen 125 von 130 Stimmen auf von Hopfen und 127 von 130 Stimmen auf Ziemiałkowski. Giska wurde jedoch bald vom Kaiser in das Ministerium berufen, sodass in der folgenden Sitzung am 10. Februar 1868 eine Neuwahl des Amtes des Präsidenten notwendig wurde. Diese gewann Moritz von Kaiserfeld, der 111 von 131 Stimmen auf sich vereinen konnte.
Nach der Eröffnung der V. Session erfolgt am 14. Dezember 1869 die Neuwahl des Präsidiums, wobei Kaiserfeld mit 90 von 127 Stimmen wiedergewählt wurde. 37 Stimmen waren bei der Wahl auf seinen Stellvertreter von Hopfen entfallen. Bei der Wahl des ersten Vizepräsidenten konnte von Hopfen 136 von 138 Stimmen auf sich vereinigen, Franz Gross erreichte bei seiner Wahl zum zweiten Vizepräsidenten 83 von 145 Stimmen.

### Schriftführer
Für die konstituierende Sitzung am 20. Mai 1867 wurden zunächst die jüngsten Mitglieder des Abgeordnetenhauses provisorisch als Schriftführer bestellt. Dabei handelte es sich um die Abgeordneten Karl Korb-Weidenheim (Böhmen), Friedrich Weichs (Oberösterreich), Josef Wolf (Böhmen) und Max Kübeck (Mähren). Die endgültige Wahl der Schriftführer erfolgte in der 2. Sitzung am 23. Mai 1867, wobei Gregor Kardasch (Böhmen), Arnold Plankensteiner (Steiermark), Franz Schürer (Niederösterreich), Toma Barewycz (Galizien) und Viktor Widmann (Mähren) sowie Korb-Weidenheim und Wolf gewählt wurden. Die Schriftführer wurden in den kommenden zwei Sessionen immer wieder ausgewechselt bzw. neu gewählt.

### Ordner
Die Wahl der Ordner erfolgte in der 2. Sitzung am 23. Mai 1867, wobei Franz Desfours-Walderode, Franz Gross (Oberösterreich), Josef Lippmann von Lissingen (Böhmen), Peter Franz Steffens (Böhmen) gewählt wurden.

### Gewählte Abgeordnete
| Name                                         | Kronland                | Wahlkurie                                            | Anmerkung |
| -------------------------------------------- | ----------------------- | ---------------------------------------------------- | --- |
| Agopsowicz de Hasso Kajetan                  | Galizien                | Großgrundbesitz                                      | am 20. Oktober 1868 angelobt |
| Andriewicz Samuel                            | Bukowina                | Großgrundbesitz                                      | |
| Attems Friedrich                             | Steiermark              | Großgrundbesitz                                      | |
| Bachofen von Echt Clemens                    | Böhmen                  | Großgrundbesitz                                      | Mandatsverzicht im Jahr 1869 |
| Bajamonti Ante                               | Dalmatien               | Städte, Handels- und Gewerbekammer                   | am 3. Juni 1867 angelobt |
| Banhans Anton                                | Böhmen                  | Städte und Industrialorte                            | |
| Barbo-Waxenstein Josef Emanuel               | Krain                   | Landgemeinden                                        | |
| Barewycz Thomas                              | Galizien                | Großgrundbesitz                                      | |
| Bauer Karl                                   | Kärnten                 | Städte                                               | am 29. Oktober 1868 angelobt |
| Baworowski Włodzimierz                       | Galizien                | Landgemeinden                                        | am 3. Juni 1867 angelobt |
| Beeß Georg                                   | Schlesien               | Großgrundbesitz                                      | |
| Berchem-Hamhausen Hans Ernst                 | Böhmen                  |                                                      | 1868 ausgeschieden |
| Berger Johann Nepomuk                        | Niederösterreich        | Städte und Märkte (Wien)                             | am 3. Juni 1867 angelobt |
| Bergmiller Friedrich                         | Oberösterreich          | Großgrundbesitz                                      | am 17. Oktober 1868 angelobt |
| Beust Ferdinand                              | Böhmen                  | Handels- und Gewerbekammer                           | |
| Bibus Petr                                   | Böhmen                  | Städte und Industrialorte                            | am 17. Oktober 1868 angelobt |
| Bocheński Alojzy                             | Galizien                | Großgrundbesitz                                      | am 20. Oktober 1868 angelobt, im Jahr 1869 während der Pause zwischen den Sessionen IV. und V. nach Mandatsverzicht ausgeschieden |
| Bodnar Johann                                | Galizien                | Landgemeinden                                        | |
| Brader Cölestin                              | Tirol                   | Virilstimme                                          | am 20. Oktober 1868 für Pirmin Pockstaller angelobt                                                                               |
| Brauner Franz                                | Böhmen                  |                                                      | Erlöschen des Mandats als Landtagsabgeordneter und somit auch als Reichsratsabgeordneter am 26. September 1868 beschlossen        |
| Brestel Rudolf                               | Niederösterreich        | Landgemeinden                                        | |
| Černe Anton                                  | Görz                    | Landgemeinden und Industrialorte                     | |
| Chrzanowski Leon                             | Galizien                | Großgrundbesitz                                      | im Jahr 1869 während der Pause zwischen den Sessionen IV. und V. nach Mandatsverzicht ausgeschieden                               |
| Cieński Ludomir                              | Galizien                | Landgemeinden                                        | |
| Colombani Horaz                              | Istrien                 | Städte, Märkte und Industrialorte                    | |
| Conti Stefan                                 | Triest                  | Municipium                                           | 1869 wiedergewählt und am 11. Dezember 1869 neuerlich angelobt                                                                    |
| Coronini Karl                                | Krain                   | Großgrundbesitz                                      | im Jahr 1869 während der Pause zwischen den Sessionen IV. und V. nach Mandatsverzicht ausgeschieden                               |
| Czaczkowski Johann                           | Galizien                |                                                      | am 17. Oktober 1868 angelobt |
| Czartoryski Constantin                       | Galizien                |                                                      | Mandatsverzicht des durch den Landtag verliehenen Mandats am 9. Juli 1867, nie angelobt                                           |
| Czaykowski Jan Euzebiusz                     | Galizien                | Landgemeinden                                        | |
| Czedik von Bründelsberg Alois                | Niederösterreich        | Städte und Industrialorte                            | am 11. Dezember 1869 angelobt |
| Czerkawski Eusebius                          | Galizien                |                                                      | am 11. Dezember 1869 angelobt |
| Daubek Eduard                                | Böhmen                  | Großgrundbesitz                                      | |
| Degara Heliodor                              | Tirol                   | Virilstimme                                          | |
| Dehne August                                 | Oberösterreich          | Landgemeinden                                        | |
| Demel von Elswehr Johann                     | Schlesien               | Städte                                               | |
| Desfours-Walderode Franz                     | Böhmen                  |                                                      | nach Berufung ins Herrenhaus 1869 ausgeschieden                                                                                   |
| Dietrich Karl Wilhelm von                    | Schlesien               | Stadt Troppau und Handels- und Gewerbekammer         | |
| Dinstl Ferdinand                             | Niederösterreich        | Städte und Märkte                                    | |
| Dittrich Anton                               | Galizien                | Landgemeinden                                        | am 11. Dezember 1869 nach seiner Wiederwahl neuerlich angelobt                                                                    |
| Dubsky Adolf                                 | Mähren                  | Großgrundbesitz                                      | |
| Dürckheim-Montmartin Friedrich Eckbrecht von | Oberösterreich          | Großgrundbesitz                                      | |
| Działoszyński Michael                        |                         |                                                      | am 29. Mai 1867 verstorben, nie angelobt                                                                                          |
| Dziewonski Martin                            | Galizien                |                                                      | am 11. Dezember 1869 angelobt |
| Eichhoff Josef von                           | Mähren                  | Großgrundbesitz                                      | |
| Falkenhayn Franz                             | Niederösterreich        |                                                      | mit Schreiben vom 27. November 1867 Mandatsverzicht nach Berufung in das Herrenhaus                                               |
| Fetz Andreas                                 | Vorarlberg              | Landgemeinden                                        | am 17. Oktober 1868 anstelle des Abgeordneten Seyfferitz angelobt                                                                 |
| Figuly von Szep Ignaz Karl                   | Oberösterreich          | Handels- und Gewerbekammer                           | |
| Fihauser Konrad                              | Galizien                | Landgemeinden                                        | am 15. Dezember 1869 nach seiner Wiederwahl neuerlich angelobt                                                                    |
| Froschauer Sebastian von                     | Vorarlberg              | Städte und Industrialorte                            | |
| Geusau Karl von                              |                         |                                                      | Mandatsverzicht mit Schreiben vom 11. Mai 1868                                                                                    |
| Giovanelli Ignaz                             | Tirol                   | Landgemeinden                                        | |
| Giskra Karl                                  | Mähren/Niederösterreich | Städte und Märkte (Wien)                             | am 17. Oktober 1868 als Abgeordneter von Niederösterreich angelobt                                                                |
| Golejewski Antoni                            | Galizien                | Großgrundbesitz                                      | |
| Greuter Josef                                | Tirol                   | Landgemeinden                                        | |
| Grocholski Kazimierz von                     | Galizien                | Großgrundbesitz                                      | am 22. Oktober 1868 angelobt, am 14. Dezember 1869 nach seiner Wiederwahl neuerlich angelobt                                      |
| Groß Gustav Robert                           | Böhmen                  | Städte und Industrialorte                            | |
| Groß Peter                                   | Galizien                |                                                      | 1868 ausgeschieden |
| Gross Franz                                  | Oberösterreich          | Städte und Industrialorte                            | |
| Gschnitzer Mathias                           | Salzburg                | Handels- und Gewerbekammer                           | |
| Guszalewicz Johann                           | Galizien                | Landgemeinden                                        | |
| Hackelberg-Landau Rudolf Adam von            | Steiermark              | Großgrundbesitz                                      | |
| Haffner Josef                                | Steiermark              | Landgemeinden                                        | |
| Hanika Josef                                 | Böhmen                  | Landgemeinden                                        | am 14. Dezember 1869 angelobt |
| Hanisch Julius                               | Böhmen                  | Landgemeinden                                        | |
| Hasner Leopold                               | Böhmen                  |                                                      | nach Wahl ins Herrenhaus bereits am 17. Mai 1867 auf Mandat verzichtet                                                            |
| Hausner Alfred                               | Galizien                |                                                      | Mandatsverzicht per 5. Juni 1868                                                                                                  |
| Heidler Ferdinand                            | Mähren                  | Städte und Industrialorte                            | am 11. Dezember 1869 angelobt |
| Helcel von Sternstein Ludwig                 | Galizien                | Handels- und Gewerbekammer                           | am 20. Oktober 1868 angelobt, im Jahr 1869 während der Pause zwischen den Sessionen IV. und V. nach Mandatsverzicht ausgeschieden |
| Helferstorfer Othmar                         | Niederösterreich        | Großgrundbesitz                                      | am 17. Oktober 1868 angelobt |
| Herbert Franz Paul von                       | Kärnten                 |                                                      | Mandatsverzicht mit Schreiben vom 24. Jänner 1868 ausgeschieden                                                                   |
| Herbst Eduard                                | Böhmen                  | Landgemeinden                                        | |
| Herrmann Franz                               | Böhmen                  |                                                      | Mandatsverzicht im Jahr 1869 |
| Hermet Franz                                 | Triest                  |                                                      | am 14. Dezember 1869 angelobt |
| Heyß Maximilian                              | Oberösterreich          |                                                      | Juni/Juli 1867 verstorben |
| Hopfen Franz von                             | Mähren                  |                                                      | am 23. September 1867 angelobt |
| Hormuzaki Eudoxius                           | Bukowina                | Landgemeinden                                        | wegen einer Lungenentzündung erst am 23. September 1867 angelobt                                                                  |
| Horodyski Tomasz                             | Galizien                |                                                      | am 16. Dezember 1869 angelobt |
| Hubicki Karol                                | Galizien                | Großgrundbesitz                                      | am 22. Oktober 1868 angelobt, im Jahr 1869 während der Pause zwischen den Sessionen IV. und V. nach Mandatsverzicht ausgeschieden |
| Hubik Josef                                  |                         |                                                      | am 21. August 1867 verstorben, nie angelobt                                                                                       |
| Jabłonowski Josef                            | Galizien                | Großgrundbesitz                                      | am 22. Oktober 1868 angelobt, am 11. Dezember 1869 nach seiner Wiederwahl neuerlich angelobt                                      |
| Jäger Albert                                 | Tirol                   | Landgemeinden                                        | |
| Jakobik Ignaz                                | Galizien                | Landgemeinden                                        | |
| Jessernig Gabriel von                        | Kärnten                 | Städte und Industrialorte/Handels- und Gewerbekammer | |
| Kaiser Ignaz                                 | Niederösterreich        | Landgemeinden                                        | |
| Kaiserfeld Moritz von                        | Steiermark              | Landgemeinden                                        | |
| Kardasch Gregor                              | Böhmen                  | Städte und Industrialorte                            | |
| Kiemann Johann                               | Böhmen                  | Städte und Industrialorte                            | |
| Kinsky Christian                             | Niederösterreich        | Großgrundbesitz                                      | |
| Kleveta Alois                                | Mähren                  | Landgemeinden                                        | zum Erscheinen aufgefordert jedoch nie aufgetaucht                                                                                |
| Klier Franz                                  | Böhmen                  | Städte und Industrialorte                            | |
| Klun Vinzenz Ferrer                          | Krain                   | Handels- und Gewerbekammer                           | |
| Knežević Stevan                              | Dalmatien               | Virilstimme                                          | |
| Koczyński Michał                             | Galizien                |                                                      | am 15. Dezember 1869 angelobt |
| Kokoržowa Karl                               | Böhmen                  | Großgrundbesitz                                      | |
| Korb von Weidenheim Karl                     | Böhmen                  | Großgrundbesitz                                      | am 17. Oktober 1868 angelobt |
| Korb-Weidenheim von Bezdekan Karl            |                         |                                                      | (Baron), 1868 ausgeschieden |
| Kořistka Karl                                | Böhmen                  |                                                      | 1868 ausgeschieden, nie angelobt                                                                                                  |
| Kotz von Dobřz Christian                     | Böhmen                  | Großgrundbesitz                                      | |
| Kotz von Dobřz Ferdinand                     | Böhmen                  | Großgrundbesitz                                      | |
| Koźmian Stanisław                            | Galizien                |                                                      | am 11. Dezember 1869 angelobt |
| Kraiński Maurycy                             | Galizien                |                                                      | am 14. Dezember 1869 angelobt |
| Kremer von Auerode Rafael                    |                         |                                                      | 1868 ausgeschieden |
| Krzeczunowicz Kornel                         | Galizien                |                                                      | 1868 ausgeschieden |
| Kübeck Max                                   | Mähren                  | Großgrundbesitz                                      | |
| Kuenburg Amand von                           | Schlesien               | Großgrundbesitz                                      | |
| Kuranda Ignaz                                | Niederösterreich        | Städte und Märkte (Wien)                             | |
| Lahner Johann                                | Mähren                  | Städte                                               | |
| Landesberger Maximilian                      | Galizien                |                                                      | |
| Lapenna Alois von                            | Dalmatien               | Landgemeinden                                        | |
| Lasser von Zollheim Josef                    | Salzburg                | Landgemeinden                                        | |
| Lax Josef                                    | Kärnten                 | Landgemeinden                                        | |
| Leeder Friedrich                             | Böhmen                  | Landgemeinden                                        | |
| Lenček Alois                                 | Steiermark              | Landgemeinden                                        | |
| Lenz Alfred                                  | Niederösterreich        | Landgemeinden                                        | am 17. Oktober 1868 angelobt |
| Leonardi Cölestin                            | Tirol                   | Landgemeinden                                        | |
| Liebieg Franz von                            | Böhmen                  | Städte und Industrialorte                            | am 17. Oktober 1868 angelobt |
| Limbeck Karl                                 | Böhmen                  | Landgemeinden                                        | |
| Lipold Johann                                | Steiermark              | Landgemeinden                                        | |
| Lippmann von Lissingen Josef                 | Böhmen                  | Handels- und Gewerbekammer                           | |
| Ljubiša Stjepan Mitrov                       | Dalmatien               | Landgemeinden                                        | am 3. Juni 1867 angelobt |
| Lohninger Mathias                            | Steiermark              | Städte und Märkte                                    | |
| Loudon Ernst                                 | Mähren                  |                                                      | 1868 ausgeschieden |
| Lumbe von Mallonitz Josef                    | Böhmen                  | Großgrundbesitz                                      | |
| Macháček Joseph                              | Böhmen                  |                                                      | Erlöschen des Mandats als Landtagsabgeordneter und somit auch als Reichsratsabgeordneter am 26. September 1868 beschlossen        |
| Makowicz Basil                               | Galizien                | Landgemeinden                                        | am 20. Oktober 1868 angelobt |
| Malowetz Zdenko                              |                         | am 11. Dezember 1869 angelobt                        | |
| Manastyrski Johann                           | Galizien                | Landgemeinden                                        | |
| Mandelblüh Franz                             | Mähren                  | Städte                                               | |
| Margheri-Comandona Albin                     | Krain                   | Großgrundbesitz                                      | am 11. Dezember 1869 angelobt |
| Mayer Ignaz                                  | Oberösterreich          | Städte und Industrialorte (Linz)                     | |
| Mayrhofer Franz Karl                         | Niederösterreich        | Handels- und Gewerbekammer                           | am 11. Dezember 1869 angelobt |
| Megerle von Mühlfeld Eugen                   | Niederösterreich        |                                                      | am 24. Mai 1868 verstorben |
| Mende Leopold                                | Niederösterreich        | Landgemeinden                                        | |
| Mertlitsch Hermann                           | Kärnten                 | Landgemeinden                                        | |
| Micheli-Vitturi                              | Dalmatien               | Landgemeinden                                        | am 26. März 1868 verstorben |
| Morgenstern Stanislaus                       | Galizien                | Landgemeinden                                        | im Jahr 1869 während der Pause zwischen den Sessionen IV. und V. nach Mandatsverzicht ausgeschieden                               |
| Müller August                                | Böhmen                  | Großgrundbesitz                                      | am 23. Mai 1867 angelobt |
| Neumann Wenzel                               | Böhmen                  |                                                      | am 11. Dezember 1869 angelobt |
| Pajer-Monriva Alojzij                        | Görz                    |                                                      | |
| Pascotini von Ehrenfels Carlo                | Triest                  | Municipium                                           | am 17. Oktober 1868 angelobt |
| Pauer Bernhard                               | Böhmen                  | Landgemeinden                                        | |
| Pauer Johann Paul                            | Steiermark              | Großgrundbesitz                                      | |
| Perger von Pergenau Heinrich                 | Niederösterreich        | Städte und Märkte                                    | |
| Petrinó Alexander                            | Bukowina                | Städte                                               | |
| Peyr Josef                                   | Oberösterreich          | Großgrundbesitz                                      | am 20. Oktober 1868 angelobt |
| Pfeiffer Emil                                | Galizien                | Landgemeinden                                        | am 18. Dezember 1869 nach seiner Wiederwahl neuerlich angelobt                                                                    |
| Pillersdorff Hermann von                     | Schlesien               | Landgemeinden                                        | |
| Pintar Lovro                                 | Krain                   | Landgemeinden                                        | |
| Planer Johann                                | Tirol                   | Städte und Märkte                                    | |
| Plankensteiner Arnold                        | Steiermark              | Landgemeinden                                        | |
| Plener Ignaz von                             | Böhmen                  | Handels- und Gewerbekammer                           | |
| Poche Adolf                                  | Mähren                  | Landgemeinden                                        | |
| Pockstaller Pirmin                           | Tirol                   |                                                      | 1868 ausgeschieden |
| Polanowski Stanisław                         | Galizien                | Landgemeinden                                        | |
| Polański Thomas                              | Galizien                | Städte                                               | am 3. Juni 1867 angelobt |
| Porák Anton                                  | Böhmen                  |                                                      | Erlöschen des Mandats als Landtagsabgeordneter und somit auch als Reichsratsabgeordneter am 26. September 1868 beschlossen        |
| Potocki Alfred                               | Galizien                |                                                      | Mandatsverzicht mit Schreiben vom 11. Juli 1867, nie angelobt                                                                     |
| Potocki Adam                                 | Galizien                | Landgemeinden                                        | am 14. Dezember 1869 nach seiner Wiederwahl neuerlich angelobt                                                                    |
| Pour Wenzel                                  | Böhmen                  |                                                      | Erlöschen des Mandats als Landtagsabgeordneter und somit auch als Reichsratsabgeordneter am 26. September 1868 beschlossen        |
| Prato Napoleon                               | Tirol                   | Landgemeinden                                        | |
| Pratobevera von Wiesborn Adolf               | Niederösterreich        | Landgemeinden                                        | im Jahr 1869 während der Pause zwischen den Sessionen IV. und V. nach Mandatsverzicht ausgeschieden                               |
| Prokopowicz Josef                            | Bukowina                | Landgemeinden                                        | |
| Proskowetz Emanuel                           | Mähren                  | Städte                                               | |
| Radman Josef                                 | Dalmatien               | Landgemeinden                                        | am 26. Jänner 1868 für Micheli-Vitturi angelobt                                                                                   |
| Rechbauer Karl                               | Steiermark              | Städte (Graz)                                        | |
| Reumann Stanislaus                           | Böhmen                  |                                                      | nie angelobt; erklärte, als Abgesandter des böhmischen Landtags nicht an den Sitzungen des Reichsrats teilzunehmen                |
| Rieger Franz Ladislaus                       | Böhmen                  |                                                      | Erlöschen des Mandats als Landtagsabgeordneter und somit auch als Reichsratsabgeordneter am 26. September 1868 beschlossen        |
| Riha Josef                                   | Böhmen                  |                                                      | Erlöschen des Mandats als Landtagsabgeordneter und somit auch als Reichsratsabgeordneter am 26. September 1868 beschlossen        |
| Rogawski Karol Franciszek                    | Galizien                | Landgemeinden                                        | im Jahr 1869 während der Pause zwischen den Sessionen IV. und V. nach Mandatsverzicht ausgeschieden                               |
| Rosenauer Wenzel                             |                         |                                                      | 1868 ausgeschieden |
| Roser Franz                                  | Böhmen                  | Landgemeinden                                        | |
| Ryger Anton                                  | Mähren                  | Landgemeinden                                        | |
| Salm-Reifferscheid Louis                     | Böhmen                  | Großgrundbesitz                                      | |
| Sawczyński Zygmunt                           | Galizien                | Städte                                               | am 11. Dezember 1869 nach seiner Wiederwahl neuerlich angelobt                                                                    |
| Schier Josef                                 | Böhmen                  | Handels- und Gewerbekammer                           | am 17. Oktober 1868 angelobt |
| Schindler Alexander Julius                   | Niederösterreich        | Städte und Märkte (Wien)                             | |
| Schlegel Josef                               | Steiermark              | Handels- und Gewerbekammer                           | |
| Schlosser Karl                               | Böhmen                  | Großgrundbesitz                                      | |
| Schneider Karl Samuel                        | Schlesien               | Landgemeinden                                        | |
| Schubert Eduard                              | Böhmen                  | Städte und Industrialorte                            | |
| Schulz Ferdinand                             | Böhmen                  |                                                      | Erlöschen des Mandats als Landtagsabgeordneter und somit auch als Reichsratsabgeordneter am 26. September 1868 beschlossen        |
| Schürer Franz                                | Niederösterreich        | Landgemeinden                                        | |
| Scrinzi von Montecroce Johann                | Triest                  |                                                      | 1868 ausgeschieden |
| Seifert Wenzel                               | Böhmen                  | Landgemeinden                                        | auf Grund eines Leberleidens beurlaubt und erst am 5. Juli 1867 angelobt                                                          |
| Seyffertitz Carl von                         | Vorarlberg              |                                                      | 1868 ausgeschieden |
| Simonowicz Jakob von                         | Bukowina                | Großgrundbesitz                                      | |
| Skene Alfred                                 | Mähren                  | Handels- und Gewerbekammer                           | |
| Skopalik Franz                               | Mähren                  | Landgemeinden                                        | 1868 als Ersatz gewählt jedoch nie angelobt                                                                                       |
| Skrzyński Ludwik                             | Galizien                |                                                      | Mandatsverzicht mit Schreiben vom 22. September 1867 aus gesundheitlichen Gründen                                                 |
| Sladkovský Karl                              | Böhmen                  |                                                      | Erlöschen des Mandats als Landtagsabgeordneter und somit auch als Reichsratsabgeordneter am 26. September 1868 beschlossen        |
| Spiegel Christoph                            | Niederösterreich        | Großgrundbesitz                                      | am 17. Oktober 1868 angelobt |
| Stamm Ferdinand                              | Böhmen                  | Landgemeinden                                        | |
| Steffens Peter                               | Böhmen                  | Landgemeinden                                        | |
| Steinbrecher Bruno                           | Mähren                  |                                                      | am 11. Dezember 1869 angelobt |
| Stieger Josef Valentin                       | Salzburg                | Großgrundbesitz                                      | |
| Stockau Friedrich                            | Mähren                  | Großgrundbesitz                                      | am 17. Oktober 1868 angelobt |
| Strass Karl van der                          | Mähren                  | Städte                                               | |
| Streer von Streeruwitz Adolf                 | Böhmen                  | Städte und Industrialorte                            | |
| Stremayr Karl von                            | Steiermark              |                                                      | am 11. Dezember 1869 angelobt |
| Sturm Eduard                                 | Mähren                  | Städte                                               | im Jahr 1869 während der Pause zwischen den Sessionen IV. und V. nach Mandatsverzicht ausgeschieden                               |
| Sulikowski Daniel                            | Galizien                | Landgemeinden                                        | am 17. Jänner 1870 angelobt |
| Švestka František                            | Böhmen                  |                                                      | Erlöschen des Mandats als Landtagsabgeordneter und somit auch als Reichsratsabgeordneter am 26. September 1868 beschlossen        |
| Svetec Lukas                                 | Krain                   | Landgemeinden                                        | |
| Szabel Balthasar                             |                         |                                                      | 1868/1869 verstorben |
| Szeleszyński Bonaventura                     | Galizien                |                                                      | am 11. Dezember 1869 angelobt |
| Szujski Józef                                | Galizien                | Großgrundbesitz                                      | am 22. Oktober 1868 angelobt, im Jahr 1869 während der Pause zwischen den Sessionen IV. und V. nach Mandatsverzicht ausgeschieden |
| Taasse Eduard                                | Böhmen                  | Großgrundbesitz                                      | |
| Tarnowski Stanislaus                         | Galizien                |                                                      | Graf, 1868 ausgeschieden |
| Tarnowski Jan                                |                         |                                                      | am 17. Jänner 1870 angelobt |
| Theumer Ernst                                | Böhmen                  |                                                      | am 11. Dezember 1869 angelobt |
| Thun-Hohenstein Guido                        | Böhmen                  | Großgrundbesitz                                      | Mandatsverzicht im Jahr 1869 |
| Tinti Karl Wilhelm von                       | Niederösterreich        | Großgrundbesitz                                      | |
| Toman Lovro                                  | Krain                   | Handels- und Gewerbekammer                           | am 14. Dezember 1869 nach seiner Wiederwahl neuerlich angelobt                                                                    |
| Tomanek Johann                               | Mähren                  | Städte                                               | |
| Tomuś Johann                                 | Galizien                | Landgemeinden                                        | |
| Torosiewicz Franz                            | Galizien                | Großgrundbesitz                                      | am 22. Oktober 1868 angelobt, am 14. Dezember 1869 nach seiner Wiederwahl neuerlich angelobt                                      |
| Trojan Pravoslav Alois                       | Böhmen                  |                                                      | Erlöschen des Mandats als Landtagsabgeordneter und somit auch als Reichsratsabgeordneter am 26. September 1868 beschlossen        |
| Tschabuschnigg Adolf von                     | Kärnten                 | Großgrundbesitz                                      | |
| Tunner Peter Franz                           | Steiermark              | Städte und Märkte                                    | |
| Unger Joseph                                 | Niederösterreich        |                                                      | nie angelobt, da Mandat im Landtag und Reichsrat zurückgelegt                                                                     |
| Vaněk Anton                                  | Mähren                  | Landgemeinden                                        | zum Erscheinen aufgefordert jedoch nie aufgetaucht                                                                                |
| Victorin Franz                               | Mähren                  | Landgemeinden                                        | |
| Vidulich Franz                               | Istrien                 | Städte, Märkte und Industrialorte                    | |
| Vrints zu Falkenstein Maximilian             | Niederösterreich        | Großgrundbesitz                                      | |
| Wächter Otto                                 | Böhmen                  | Großgrundbesitz                                      | am 17. Oktober 1868 angelobt |
| Wahl Mathias                                 | Oberösterreich          | Landgemeinden                                        | |
| Waidele von Willingen Ernst                  | Böhmen                  |                                                      | am 11. Dezember 1869 angelobt |
| Waser Josef von                              | Steiermark              | Städte und Märkte                                    | |
| Weichs Friedrich                             | Oberösterreich          | Großgrundbesitz                                      | |
| Weigl Ferdynand                              | Galizien                |                                                      | am 14. Dezember 1869 angelobt |
| Wenzličzke August                            | Mähren                  | Städte                                               | am 17. Oktober 1868 angelobt |
| Wężyk Leonard                                | Galizien                | Großgrundbesitz                                      | im Jahr 1869 während der Pause zwischen den Sessionen IV. und V. nach Mandatsverzicht ausgeschieden                               |
| Wickhoff Franz                               | Oberösterreich          | Städte und Industrialorte                            | |
| Widmann Viktor                               | Mähren                  | Großgrundbesitz                                      | |
| Wiesler Peter                                |                         |                                                      | am 15. Dezember 1869 angelobt |
| Wild Carl                                    | Galizien                |                                                      | am 20. Dezember 1869 angelobt |
| Wintersberg August                           | Steiermark              | Landgemeinden                                        | am 11. Dezember 1869 angelobt |
| Winterstein Simon                            | Niederösterreich        |                                                      | Im Jänner 1869 ins Herrenhaus berufen                                                                                             |
| Wodzicki Henryk                              | Galizien                |                                                      | 1868 ausgeschieden |
| Wodzicki Ludwik                              |                         |                                                      | 1868 ausgeschieden, am 14. Dezember 1869 nach seiner Wiederwahl neuerlich angelobt                                                |
| Wolf Josef                                   | Böhmen                  | Landgemeinden                                        | am 24. September 1869 verstorben                                                                                                  |
| Wolfrum Karl                                 | Böhmen                  | Städte und Industrialorte                            | |
| Wyrobek Wacław                               | Galizien                | Landgemeinden                                        | im Jahr 1869 während der Pause zwischen den Sessionen IV. und V. nach Mandatsverzicht ausgeschieden                               |
| Zaillner Innocenz                            | Mähren                  | Landgemeinden                                        | |
| Žak Jan                                      | Böhmen                  |                                                      | Mandatsverzicht am 28. Mai 1867, nie angelobt                                                                                     |
| Zbyszewski Viktor                            | Galizien                | Städte                                               | im Jahr 1869 während der Pause zwischen den Sessionen IV. und V. nach Mandatsverzicht ausgeschieden                               |
| Zedtwitz Karl Moritz                         | Böhmen                  | Städte und Industrialorte                            | |
| Zeidler Hieronymus                           | Böhmen                  | Großgrundbesitz                                      | am 4. Juni 1867 angelobt, am 3. März 1870 verstorben                                                                              |
| Zeleny Wenzel                                | Böhmen                  |                                                      | Erlöschen des Mandats als Landtagsabgeordneter und somit auch als Reichsratsabgeordneter am 26. September 1868 beschlossen        |
| Ziemiałkowski Florjan                        | Galizien                | Städte (Lemberg)                                     | im Jahr 1869 während der Pause zwischen den Sessionen IV. und V. nach Mandatsverzicht ausgeschieden                               |
| Zikmund Joseph                               | Böhmen                  |                                                      | Erlöschen des Mandats als Landtagsabgeordneter und somit auch als Reichsratsabgeordneter am 26. September 1868 beschlossen        |
| Zyblikiewicz Mikołaj                         | Galizien                | Städte                                               | am 11. Dezember 1869 nach seiner Wiederwahl neuerlich angelobt                                                                    |